# 板垣恭一
板垣恭一（いたがき きょういち、1964年 - ）は、日本の演出家である。東京都出身。日本大学藝術学部演劇学科中退。大学在学中に第三舞台のスタッフとなり、のちにフリーになる。劇作家の中谷まゆみと組むことが多い。2014年より、日本劇団協議会・「日本の劇」戯曲賞の最終選考委員を務める。

## 主な演出作品
- ヴァンプ・ショウ（1992年2月 - 3月、スペース・ゼロ）※池田成志と共同演出
- ビューティフル・サンディ（2000年2月、2003年9月、俳優座劇場、近鉄劇場）
- ペーパーマリッジ（2001年7月、紀伊國屋ホール、近鉄小劇場）
- 今度は愛妻家（2002年11月 - 12月、俳優座劇場、近鉄劇場）
- お父さんの恋（2005年3月 - 4月、PARCO劇場、他）
- ラブハンドル（2006年2月 - 3月、PARCO劇場、他）
- サムシング・スイート（2007年、PARCO劇場、他）
- ちいさき神の、つくりし子ら
- エンバース〜燃え尽きぬものら（2008年5月15日 - 6月1日、俳優座劇場）
- 歌謡シアター「ラムネ」～夢の途中編（2008年11月、あうるすぽっと）
- 罠
- キサラギ（2009年4月9日 - 19日、世田谷パブリックシアター）
- グローリー・デイズ
- 暗くなるまで待って（2009年12月15日 - 18日、梅田芸術劇場）
- ブロードウェイミュージカルSide Show（2010年4月7日 - 4月18日、東京芸術劇場中ホール）
- イカれた主婦（2010年5月15日 - 23日、ル テアトル銀座 by PARCO）
- 奇跡のメロディ～ 渡辺はま子物語 ～（2010年9月6日 - 23日、シアタークリエ）
- アントニーとクレオパトラ（2010年12月1日 - 5日、シアター1010）
- フォーエヴァー・プラット（2013年10月1日 - 10日、東京グローブ座 他　プレビュー・地方公演）
- 君は即ち春を吸ひこんだのだ（2016年2月25日 - 3月1日・恵比寿・エコー劇場、公益社団法人日本劇団協議会）作：原田ゆう
- ミュージカル『フランケンシュタイン』（2017年1月8日 - 2月28日、日生劇場、キャナルシティ劇場、愛知県芸術劇場大ホール）
- あさひなぐ (2017年5月20 - 31日・EXシアター六本木、2017年6月2日 - 5日・森ノ宮ピロティホール、2017年6月9日 - 11日・愛知県芸術劇場 大ホール）脚本・演出[1]
- いつか〜one fine day（2019年4月1日 - 21日、シアタートラム）
- ミュージカル『フランケンシュタイン』（2020年1月8日 - 2月24日、日生劇場、愛知県芸術劇場大ホール、梅田芸術劇場メインホール）
- いつか〜one fine day 2021（2021年6月9日 - 20日、CBGKシブゲキ!!）
- ミュージカル「October Sky －遠い空の向こうに－」（2021年10月6日 - 11月14日、シアターコクーン、森ノ宮ピロティホール）
- ミュージカル「魍魎の匣」（2021年11月10日 - 11月15日、オルタナティブシアター）